# 大原村 (滋賀県甲賀郡)
大原村（おおはらむら）は滋賀県甲賀郡にあった村。現在の甲賀市甲賀町の中部・南東部、草津線・甲賀駅の東方一帯にあたる。

## 地理
- 山岳：那須ヶ原山、高畑山
- 河川：杣川、大橋川、大原川、櫟野川

## 歴史
- 1889年（明治22年）4月1日 - 町村制の施行により、大久保村・神村・櫟野村・大原上田村・大原中村・鳥居野村・相模村・大原市場村・高野村の区域をもって発足。
- 1955年（昭和30年）4月1日 - 佐山村・油日村と合併して甲賀町が発足。同日大原村廃止。

## 教育
- 大原村・油日村学校組合立甲陽中学校(現在の甲賀市立甲賀中学校の前身)
- 大原村立大原小学校

## 交通

### 鉄道路線
- 日本国有鉄道
  - 草津線
    - 大原市場駅（現・甲賀駅）

### 道路
現在は旧村域を新名神高速道路が通過するが、当時は未開通。